# آیزنهایم
آیزنهایم (به آلمانی: Eisenheim) یک منطقهٔ مسکونی در آلمان است که در Würzburg واقع شده‌است.